# بیلی هایدوک
بیلی هایدوک (انگلیسی: Billy Haydock؛ زادهٔ ۱۹ ژانویهٔ ۱۹۳۶) بازیکن فوتبال اهل بریتانیا است.
از باشگاه‌هایی که در آن بازی کرده‌است می‌توان به باشگاه فوتبال کرو آلکساندرا، باشگاه فوتبال مکلسفیلد تاون، باشگاه فوتبال استوک‌پورت کانتی، باشگاه فوتبال ساوتپورت، باشگاه فوتبال گریمزبی تاون، باشگاه فوتبال منچستر سیتی، و باشگاه فوتبال باکستون اشاره کرد.